# NXT In Your House (2022)
NXT In Your House (2022) – gala wrestlingu wyprodukowana przez federację WWE dla zawodników z brandu NXT. Odbyła się 4 czerwca 2022 w WWE Performance Center w Orlando w stanie Floryda. Emisja była przeprowadzana na żywo za pośrednictwem serwisu strumieniowego Peacock w Stanach Zjednoczonych i WWE Network na całym świecie oraz w systemie pay-per-view. Była to trzydziesta gala w chronologii cyklu In Your House oraz trzecia gala w chronologii NXT In Your House.
Na gali odbyło się sześć walk. W walce wieczoru, Bron Breakker pokonał Joe Gacy’ego broniąc NXT Championship. W innych ważnych walkach, The Creed Brothers (Brutus Creed i Julius Creed) pokonali Pretty Deadly (Eltona Prince’a i Kita Wilsona) zdobywając NXT Tag Team Championship, Carmelo Hayes pokonał Camerona Grimesa i zdobył NXT North American Championship oraz Tony D’Angelo, Channing Lorenzo i Troy Donovan pokonali Legado del Fantasma (Santosa Escobara, Cruza Del Toro i Joaquina Wilde’a).

## Produkcja i rywalizacje
| Rola:                           | Osoba:            |
| ------------------------------- | ----------------- |
| Komentatorzy angielskojęzyczni  | Vic Joseph        |
| Komentatorzy angielskojęzyczni  | Wade Barrett      |
| Komentatorzy hiszpańskojęzyczni | Marcelo Rodríguez |
| Komentatorzy hiszpańskojęzyczni | Jerry Soto        |
| Spiker                          | Alicia Taylor     |
| Sędziowie                       | Adrian Butler     |
| Sędziowie                       | Felix Fernandez   |
| Sędziowie                       | Joey Gonzalez     |
| Sędziowie                       | Marquis Hamilton  |
| Sędziowie                       | Dallas Irvin      |
| Sędziowie                       | Derek Sanders     |
| Panel Pre-show                  | Sam Roberts       |
| Panel Pre-show                  | McKenzie Mitchell |

NXT In Your House oferowało walki profesjonalnego wrestlingu z udziałem wrestlerów z brandu NXT. Oskryptowane rywalizacje (storyline’y) kreowane są podczas cotygodniowych gal NXT i uzupełniający program transmisji strumieniowej online Level Up. Wrestlerzy są przedstawieni jako heele (negatywni, źli zawodnicy i najczęściej wrogowie publiki) i face’owie (pozytywni, dobrzy i najczęściej ulubieńcy publiki), którzy rywalizują pomiędzy sobą w seriach walk mających budować napięcie. Kulminacją rywalizacji jest walka wrestlerska lub ich seria.

### Bron Breakker vs. Joe Gacy
5 kwietnia na odcinku NXT 2.0, po tym jak Bron Breakker obronił NXT Championship przeciwko Guntherowi, na TitanTron pojawił się WWE Hall of Famer oraz ojciec Breakkera Rick Steiner który pogratulował swojemu synowi, oraz powiedział, że jest z niego dumny, po czym okazało się, że Steiner został porwany i zamknięty w klatce, a obok klatki stali Joe Gacy oraz Harland. Po kilku tygodniach rywalizacji, Gacy otrzymał walkę przeciwko Breakkerowi o jego tytuł na specjalnym odcinku NXT nazwanym Spring Breakin’, w której wygrał Breakker. 17 maja na odcinku NXT 2.0, Gacy wyzwał Breakkera na rewanżowy pojedynek o jego tytuł, w którym dodatkową stypulacją było to, że jak Breakker zostanie zdyskwalifikowany, straci tytuł. Breakker zaakceptował wyzwanie, a walka została zabookowana na NXT In Your House.

### Mandy Rose vs. Wendy Choo
Przez cały kwiecień i maj, Wendy Choo była główną irytacją Toxic Attraction, w tym kosztowała Gigi Dolin i Jacy Jayne mistrzostwa NXT Women’s Tag Team na NXT Stand & Deliver, chociaż odzyskały tytuły w następnym odcinku NXT. W nadchodzących tygodniach, Choo nadal celowała w stajnię, w tym nieudaną próbę zdobycia tytułu NXT Women’s Tag Team Championship. 24 maja na odcinku NXT, Choo zaatakowała mistrzynię kobiet NXT Mandy Rose po jej walce. W następnym tygodniu, zaplanowano walkę pomiędzy Rose i Choo o mistrzostwo kobiet NXT na In Your House w szczycie Women’s Championship.

### Cameron Grimes vs. Carmelo Hayes
Na NXT Stand & Deliver, Cameron Grimes pokonał Carmelo Hayesa, Santosa Escobara, Solo Sikoę i Graysona Wallera w Ladder matchu wygrywając NXT North American Championship. Na specjalnym odcinku NXT nazwanym Spring Breakin’, Grimes obronił tytuł pokonując w Triple Threat matchu Hayesa i Sikoę. W następnym tygodniu na odcinku NXT 2.0, Sikoa powiedział, że chce być następnym pretendentem do tytułu Grimesa, wtedy przerwał mu Grimes i powiedział, że na NXT In Your House Hayes otrzyma walkę o tytuł, obiecując przy tym Sikorzę, że on będzie następnym pretendentem jak obroni tytuł przeciwko Hayesowi. 15 maja, walka pomiędzy Grimesem a Hayesem o NXT North American Championship została zaplanowana na NXT In Your House.

### Pretty Deadly vs. The Creed Brothers
15 maja ogłoszono, że Pretty Deadly (Kit Wilson i Elton Prince) będą bronić tytułu NXT Tag Team Championship przeciwko The Creed Brothers (Brutus Creed i Julius Creed) na In Your House. Wilson i Prince wyeliminowali jako ostatnich The Creed Brothers w Gauntlet matchu, aby zdobyć zwakowany tytuł 12 kwietnia na odcinku NXT. 31 maja na odcinku NXT, dodano kolejną stypulację, zgodnie z którym The Creed Brothers muszą opuścić Diamond Mine, jeśli przegrają.

### The D’Angelo Family vs. Legado del Fantasma
W kwietniu Legado Del Fantasma (Santos Escobar, Cruz Del Toro, Elektra Lopez i Joaquin Wilde) rozpoczęli feud z Tonym D’Angelo, samozwańczym „Donem NXT” i jego „rodziną”. 26 kwietnia na odcinku NXT, D’Angelo ujawnił, że jego współpracownikami są Channing „Stacks” Lorenzo i Troy „Two Dimes” Donovan, po tym, jak Escobar kosztował D’Angelo jego walkę. Podczas Spring Breakin’, D’Angelo i Escobar zgodzili się na niełatwy rozejm. W następnym tygodniu, Escobar stwierdził, że AJ Galante był uczciwą zwierzyną na wojnie ze względu na jego ingerencję w rozmowy pokojowe. D’Angelo odpowiedział, porywając Toro w bagażniku jego samochodu i opuszczając Performance Center. Walkę pomiędzy Escobarem i D’Angelo zaplanowano na odcinek z 17 maja. Podczas walki, przy ringu doszło do bójki między Toro, Wilde, Lorenzo i Donovanem, co pozwoliło Escobarowi uderzyć D’Angelo kastetami i dać Escobarowi zwycięstwo. W następnym tygodniu, po walce Donovana i Lorenzo, obie drużyny pobiły się ze sobą. Na odcinku z 31 maja, obie drużyny zgodziły się na Six-man Tag Team match na In Your House, w którym przegrana drużyna dołączy do stajni zwycięskiej drużyny.

## Wyniki walk
| Nr                                                                                    | Wyniki | Stypulacje | Czas  |
| ------------------------------------------------------------------------------------- | --- | --- | ----- |
| 1D                                                                                    | Valentina Feroz (z Yulisą Leon) pokonała Ariannę Grace | Singles match | –     |
| 2D                                                                                    | Ikemen Jiro pokonał Dante Chena | Singles match | –     |
| 3                                                                                     | The D’Angelo Family (Tony D’Angelo, Channing „Stacks” Lorenzo i Troy „Two Dimes” Donovan) pokonali Legado del Fantasma (Santosa Escobara, Cruza Del Toro i Joaquina Wilde’a) (z Elektrą Lopez) poprzez pinfall | Six-man Tag Team match Przegrana drużyna dołączy do stajni zwycięskiej.                                           | 12:45 |
| 4                                                                                     | Toxic Attraction (Gigi Dolin i Jacy Jayne) (c) pokonały Kayden Carter i Katanę Chance poprzez pinfall | Tag Team match o NXT Women’s Tag Team Championship                                                                | 9:01  |
| 5                                                                                     | Carmelo Hayes (z Trick Williamsem) pokonał Camerona Grimesa (c) poprzez pinfall | Singles match o NXT North American Championship                                                                   | 15:30 |
| 6                                                                                     | Mandy Rose (c) pokonała Wendy Choo poprzez pinfall | Singles match o NXT Women’s Championship                                                                          | 11:08 |
| 7                                                                                     | The Creed Brothers (Brutus Creed i Julius Creed) pokonali Pretty Deadly (Eltona Prince’a i Kita Wilsona) (c) poprzez pinfall                                                                                   | Tag Team match o NXT Tag Team Championship Jeśli The Creed Brothers przegrają, będą musieli opuścić Diamond Mine. | 15:19 |
| 8                                                                                     | Bron Breakker (c) pokonał Joe Gacy’ego poprzez pinfall | Singles match o NXT Championship Jeśli Breakker zostanie zdyskwalifikowany, straci tytuł.                         | 15:50 |
| (c) – mistrz/mistrzyni przed walkąD – walka była dark matchem (nietransmitowana w TV) | | |       |